# Notophthiracarus canariensis
Notophthiracarus canariensis är en kvalsterart som först beskrevs av Pérez-Íñigo och Peña 1996.  Notophthiracarus canariensis ingår i släktet Notophthiracarus och familjen Phthiracaridae. Inga underarter finns listade i Catalogue of Life.